# Christof Schwaller
Christof Schwaller (n. 3 octombrie 1966, Recherswil⁠(d), Cantonul Solothurn, Elveția) este un jucător de curl ce a reprezentat Elveția, medaliat olimpic. A participat la o ediție a Jocurilor Olimpice (2002) în care a câștigat o medalie de bronz.

## Participări
Lista de mai jos prezintă principalele competiții la care a participat Christof Schwaller de-a lungul carierei.
- curling at the 2002 Winter Olympics[*]